# Endre Balazs
Endre Alexander Balazs (* 10. Januar 1920 in Budapest, Ungarn; † 29. August 2015 in Saint-Tropez, Frankreich) war ein aus Ungarn stammender US-amerikanischer Biochemiker.

## Leben
Balazs studierte Medizin und Biologie an der Universität Budapest mit der Promotion 1943 und war dort danach Assistenzprofessor. 1947 ging er nach Schweden ans Karolinska-Institut (experimentelle Histologie). 1951 wurde er Instructor an der Harvard Medical School und war an der Massachusetts Eye and Ear Infirmary und der Retina Foundation, deren Direktor er 1962/63 war. Er leitete ab 1969 die Connective Tissue Research Labs des Boston Biomedical Research Institute. 1976 wurde er Professor an der Medizinischen Fakultät der Columbia University (Abteilung Ophthalmologie). 1968 gründete er Biotrics Inc., und 1981 zusammen mit Janet Denlinger Biomatrix Inc., deren Direktor, CEO und CTO er war. Er verkaufte seine Anteile in den 2000er Jahren und gründete eine Stiftung (Matrix Charitable Institute) für Hyaluronan-Forschung.
Er galt als internationale Autorität für die medizinische Anwendung von Hyaluronsäure (Hyaluronan), dem Hauptbestandteil der Gelenkflüssigkeit. Hyaluronsäure wird zum Beispiel bei Arthrosen und in der Augenheilkunde eingesetzt.
1967 wurde er Ehrendoktor der Universität Uppsala und 2005 der Purdue University. 1968/69 war er Guggenheim Fellow. 
1962 gründete er mit Hugh Davison die Fachzeitschrift Experimental Eye Research und war 29 Jahre lang deren Herausgeber. 1974 wurde auf seine Initiative die International Society for Eye Research gegründet, deren Präsident er später war. Er gründete auch 2004 die International Society for Hyaluronan Sciences.